# Viciria petulans
Viciria petulans är en spindelart som beskrevs av George William Peckham och Elizabeth Maria Gifford Peckham 1907. Viciria petulans ingår i släktet Viciria och familjen hoppspindlar. Inga underarter finns listade i Catalogue of Life.